# 楊慕琦計劃
楊慕琦計劃（英語：The Young Plan）是指1946年由時任香港總督楊慕琦對於香港政治制度改革提出的一個未能實現的政治制度改革方案。最終因為種種原因而胎死腹中。

## 源起
1945年，香港日治時期結束，香港復歸英國接管。香港重光半年以後，香港總督楊慕琦爵士在1946年5月1日復任。由於在二戰結束前，倫敦當局承諾於戰後容許其殖民地擁有高度自治權以至獨立；當工黨政府上台執政後，倫敦當局就著手落實有關承諾。
二戰期間，英國在東亞及東南亞地區被日本擊敗，加速了大英帝國的衰落，二次大戰結束後，英國承諾允许其殖民地獨立，于是在絕大部份殖民地，都實行政治改革，逐步建立由當地公民普選產生的政府，以達至獨立（如馬來西亞），或自治領（如1959年的新加坡、今日的直布羅陀）。
奉英國政府之命令推行自治的楊慕琦爵士復任后遂推行政治改革，於1946年8月28日發表一份政治制度改革方案，希望「香港市民有更多責任去管理自己的事務」，同年開始對方案向市民進行諮詢，並於同年10月正式推出建議書，史稱「楊慕琦計劃」。

## 內容
楊慕琦計劃當中建議香港應設立一個市議會，由30名議員組成，三分之二議員為民選，其餘三分一則屬委任。
| 組別                   | 組別           | 議席 | 議席 |
| 組別                   | 組別           | 華人 | 洋人 |
| ---------------------- | -------------- | ---- | ---- |
| 直選                   | 直選           | 10   | 10   |
| 委任（由指定團體提名） |                |      |      |
| 香港總商會             | 香港總商會     | -    | 2    |
| 香港中華總商會         | 香港中華總商會 | 1    | -    |
| 非官守太平紳士         | 非官守太平紳士 | 1    | 1    |
| 香港大學               | 香港大學       | 1    | -    |
| 香港居民協會           | 香港居民協會   | -    | 1    |
| 九龍居民協會           | 九龍居民協會   | -    | 1    |
| 工會                   | 工會           | 2    | -    |
| 共有                   | 共有           | 15   | 15   |

構想中的市議會最初可負責管理消防、康樂場地、車輛牌照和市政局，到日後情況許可的話，更可以管理教育、社會福利和公共建設，甚至於公共事業。
根據方案，為配合市議會的設立，立法局內的官守議員議席會由原本的10席減至7席，非官守議席則增加一席至8席。在官守議席中，5人會是當然議員。而在非官守議席中，4人由非官方機構推舉，另由太平紳士中選一人，香港總商會中選一人，以及從新成立的市議會推選2人。總督仍會是立法局的主席，繼續享有投票權。

## 各界反應
表面上，「楊慕琦計劃」的方案容易推行，但各界未能就市議會職能達成一致意見，加上當時港人對政治並不熱衷，方案遲遲未能落實。1947年5月，楊慕琦任滿離職，以61歲之齡退休返回英國生活，有關計劃最终夭折。
有說法認為，如同英國在二次大戰結束後的絕大部份殖民地都實行政治改革，逐步建立由當地公民普選產生的本土政府以達獨立，楊慕琦計劃研究如何實踐香港人民「當家作主」有更多責任去管理自己事務之權利。
在2013年出版的書籍中，歷史學家曾銳生認為，已解密的1950和1960年代英國檔案中，沒有顯示中華人民共和國領導人曾經警告香港政府不要進行政治改革，但英國官員在為香港不推行民主持理由時，經常以中國不會容忍任何民主改革為託詞。
據2014年解密的英國檔案中，周恩來曾於1958年強烈反對英方將香港的殖民地體制變更為新加坡式的自治領。有意見認為，香港在剛經歷二次大戰，香港市民期望獲得更為正式的民主安排，以負起更多權力與保護予草根階層，但眼見於中華人民共和國政府視香港任何正式的民主進程為邁向香港獨立，以至增加香港與中國分裂的行為。加上在英國不能防衛香港被中國入侵的情況下，英國當局深知香港易攻難守（1941年香港保衛戰足以證明），楊慕琦計劃便被告吹。。
接任楊慕琦的第22任香港總督葛量洪認為楊慕琦的改革並非必要，認為香港不能實行他在牙買加、尼日利亞和斐濟擔任總督時發展的那種制度，並且指出：「香港和其他殖民地不同，因為香港永遠不可能獨立，它要麼繼續是英國的殖民地，要麼被中國收回。」香港歷史學家高馬可（John M. Carroll）認為，葛量洪須要為扼殺楊慕琦的改革負上很大的責任。

## 結果
楊慕琦爵士卸任後，葛量洪爵士在1947年7月25日接任總督，當時中國正值國共內戰，1949年中華人民共和國成立，兩件事都觸發大批難民在戰後湧入香港。
葛量洪爵士上任港督後，表達香港問題「不在於自治或獨立」，而是在於「與中國的關係」，其他殖民地適用的方法也並不代表在香港同樣適用；他認為香港的前途屬於「外交層面」，多於「殖民地層面」，因此對「楊慕琦計劃」一直持保留態度。
另一方面，葛量洪認為新界（是指界限街以北及深圳河以南，即是新界、新九龍及離島的地方）是向中國租借的土地，而非割讓，無論如何也要在1997年7月1日後交還中國，相信香港不可能或沒有條件獨立。英國外交部、殖民地部和英國駐華大使館內部意見分歧，加上中國政局驟變，英國保守黨政府1951年10月重新上台執政後，由於香港問題的關係於1950年，英國的工黨政府與剛成立的中華人民共和國建立外交關係。中共高层决定对香港采取“长期打算，充分利用”的方针，中華人民共和國隨即向英國表示，中華人民共和國政府短期內不會急於收回香港，也反对英国人给予香港的自治或獨立计划。英國當局遂認為香港沒有急切需要成立市議會或政治改革“如果香港走向独立式的自治，反而会刺激中国”。二戰後，大批難民湧入香港，當局認為維持香港社會穩定較政治改革更為迫切性。基於當時香港與鄰近地區局勢不穩，再加上香港前途不明朗，東亞又爆發韓戰，「楊慕琦計劃」被搁置。
1952年10月，英國及香港兩地政府同時宣佈「香港不會推行大規模的政制改革」。之後的20年，香港政治制度一直都沒有改革，直至1980年代，港英政府才逐漸發展代議政制。